# Zygmunt Jasiński (profesor)
Zygmunt Tomasz Jasiński (ur. 27 marca 1939 w Augustowie, zm. 15 kwietnia 2017 w Warszawie) – polski specjalista w dziedzinie biologii rozrodu pszczół, profesor nauk rolniczych.

## Życiorys
W 1957 rozpoczął studia na  Wydziale Zootechnicznym SGGW, a po czym w 1962 pracę w Zakładzie Pszczelnictwa na Wydziale Ogrodniczym SGGW. W 1972 został doktorem w zakresie nauk rolniczych, a następnie pracował na stanowisku adiunkta. W 1995 habilitował się, a w 2002 uzyskał tytuł profesora. Autor 104 publikacji, a także promotor 116 prac magisterskich i 9 prac doktorskich. Ponad rok po śmierci, dnia 23 sierpnia 2018 r. został powołany w skład Państwowej Rady Ochrony Przyrody przez Ministra Środowiska Henryka Kowalczyka.

## Nagrody
- 1977: Nagroda Norweskiego Związku Pszczelarzy[1]
- 1979: PAN[1]
- 1976, 1984: Nagroda Ministra Rolnictwa[1]